# Изабел (кралица на Португалия)
Изабел (на португалски: Isabel de Portugal) е инфанта на Арагон и Кастилия и кралица на Португалия – съпруга на португалския престолонаследник Афонсу и крал Мануел I. Изабел е най-възрастната дъщеря на крал Фернандо II Арагонски и кралица Исабела I Кастилска, чийто брак води до обединяването на двете кралства в единна държава – Испания.

## Произход и ранни години
Изабел е родена на 1 октомври 1470 година в Дуеняс в семейството на бъдещия крал на Арагон Фернандо II и на бъдещата кралица на Кастилия и Леон Исабела I. Тя е най-голямото от седемте деца, на двойката. Родителите и ̀са трети братовчеди. Изабел е родена в период, когато майка ѝ и чичо и Енрике IV са в сложни отношения поради факта, че бракът между нея и Фернандо е сключен без съгласието на кастилския крал. Изабел I е лишена от правата на кастилската корона, но след смъртта на Енрике IV тя получава правата си, а дъщеря ѝ Изабел е обявена за наследница на трона.
Първите години от живота на Изабел преминават по време на Войната за кастилското наследство, тъй като Енрике IV не обявява наследник. Избухва борба за престола между Изабел и нейната племенница Хуана Кастилска, която е известна с прякора Белтранеха. Според слухове тя е извънбрачно дете на съпругата на Енрике IV Жуана Португалска и нейния любовник Белтран де ла Куева. Кралят на Португалия Афонсу V застава на страната на племенницата си и така Изабел I и Фердинанд II са принудени да влязат във война с него.
Войната приключва през 1479 година със сключване на Алкасовашкия договор. Едно от условията на този договор е сключването на брак между принцеса Изабел и внука на Афонсу V, Афонсу Португалски, който е пет години по-млад от Изабел. Споразумението също уточнява, че Фернандо и Изабел дават на дъщеря си голяма зестра, а самата принцеса ще бъде в Португалия като гаранция, че родителите ѝ ще спазват условията на договора. През 1480 г. принц Афонсу, заедно с баба си по майчина линия Беатрис, се установява в Мора; десетгодишната Изабел се присъединява към бъдещия си съпруг в началото на следващата година. Изабел прекарва в Португалия три години, а след това се връща у дома.
В младостта си Изабел участва в походите на родителите си, които покоряват останалите мюсюлмански държави в южната част на Иберийския полуостров. Тя придружава майка си при приемането на капитулацията на Баса.

## Бракове
През пролетта на 1490 година в Севиля е сключен брак чрез пълномощник между Изабел и Афонсу – единственият син и наследник на краля на Португалия Жуау II и Леонора Авис. На 19 ноември същата година Изабел пристигна в Бадахос, където я приветства чичото на Афонсу, Мануел. Афонсу и Изабел се срещат на 22 ноември и на следващия ден в манастира Евора принцесата се среща със своята свекърва, кралица Леонора; в Евора е ратифициран предбрачния договор, подписан по-рано в Севиля.
Въпреки че това е династичен брак, съпрузите се обичат помежду си. Освен това Изабел се оказва много популярна фигура в португалското кралско семейство благодарение на факта, че принцесата има добри познания по езика и обичаите, които тя е придобила още в детските си години. Щастливият семеен живот на Изабел свършва през юли 1491 година, когато Афонсу загива при падане от кон. Принцесата е съкрушена и по-късно е убедена, че Господ е пожелал смъртта на нейния млад съпруг поради това, че Португалия е убежище на много евреи, изгонени от Испания от родителите на Изабел.
По искане на родителите ѝ тя е върната обратно в Испания. Принцесата се завръща в родината си искрено религиозна и обявява, че ще спазва строг пост и самобичуване, които ще изпълнява до края на живота си в знак на траур по Афонсу. Тя също така заявява, че никога повече не ще се омъжи. Нейните родители, изглежда, се примиряват с решението на дъщеря си, но след смъртта на краля на Португалия Жуау II през 1495 г., негов наследник става братът на съпругата му Мануел I, който веднага иска ръката на Изабел. Фердинанд II и Исабела I, може би уважавайки желанието на дъщеря си, предлагат на Мануел за съпруга другата си дъщеря, Мария, но кралят отказва. Ситуацията остава сложна, чак до момента, когато принцеса Изабел дава съгласието си за брак, при условие че Мануел изгони от Португалия всички евреи, неприели християнството. Мануел приема условието и през септември 1497 година двойката се жени.

## Наследница на Кастилската корона и смърт
В годината на сключването на втория брак Изабел е провъзгласена за принцеса Астурийска и наследница на Кастилската корона поради смъртта на единствения в този момент брат на принцесата, Хуан Арагонски, през октомври 1497 г. Веднага след това Филип, съпругът на една от по-младите сестри Изабел, Хуана, започва да претендира за короната. Католическите крале, за да ограничат претенциите на Филип, в началото на 1498 година събират в Толедо кастилския двор, където Изабел и нейният съпруг полагат клетва като законни наследници на Кастилската корона. След това със същата цел е свикан двор в Сарагоса. Въпреки че наследяване на трона от жена е разрешено в Кастилия (както е видно от примера с Исабела I), Фердинанд II се съмнява дали си струва да даде Арагон в женски ръце. Въпреки това Изабел става наследница и на Арагон, въпреки че в случай на раждане от нея на син, наследник на трона ще стане точно той.
Към момента на издаване на решение за наследник на Арагон кралица Изабел е бременна, а на 23 август 1498 г. в Сарагоса тя ражда син, наречен Мигел. Изабел умира в рамките на един час след раждането на момчето. Причината за смъртта ѝ вероятно са станали постоянното ѝ постене и самоотричане или честите пътувания в напреднала бременност. Мигел скоро е обявен за наследник на Португалското кралство, Кастилската и Арагонска корони.
По желание на Изабел, тя е погребана в монашески дрехи в манастира Санта Мария Изабел Толедо. Преди собствената си смърт Изабел I иска пренасяне на тялото на дъщеря си в Гранада, където смятала да бъде положена самата тя. Въпреки това, желанието ѝ така и не е изпълнено.
Две години след смъртта на първата си жена и малко повече от три месеца след смъртта на сина им, Мануел I се жени за по-малката сестра на Изабел, Мария, от която той се отказва преди в полза на Изабел. Но със смъртта на Изабел Мануел изгубва шанса да се сдобие с Кастилското кралство, а със смъртта на Мигел е загубена и надеждата да се обединят Иберийските кралства.

## Генеалогия
| Фернандо I Арагонски | Фернандо I Арагонски | Фернандо I Арагонски | Фернандо I Арагонски | Фернандо I Арагонски | Фернандо I Арагонски |                   |                   | Елеонора Урака Кастилска | Елеонора Урака Кастилска | Елеонора Урака Кастилска | Елеонора Урака Кастилска | Елеонора Урака Кастилска | Елеонора Урака Кастилска |             |             | Фадрике Енрикес | Фадрике Енрикес | Фадрике Енрикес | Фадрике Енрикес | Фадрике Енрикес | Фадрике Енрикес |               |               | Марина Фернандес де Кордова и Айала | Марина Фернандес де Кордова и Айала | Марина Фернандес де Кордова и Айала | Марина Фернандес де Кордова и Айала | Марина Фернандес де Кордова и Айала | Марина Фернандес де Кордова и Айала |  |  | Енрике III Кастилски | Енрике III Кастилски | Енрике III Кастилски | Енрике III Кастилски | Енрике III Кастилски | Енрике III Кастилски |                   |                   | Катрин Ланкастър  | Катрин Ланкастър  | Катрин Ланкастър | Катрин Ланкастър | Катрин Ланкастър    | Катрин Ланкастър    |                     |                     | Жуау Португалски    | Жуау Португалски    | Жуау Португалски | Жуау Португалски | Жуау Португалски   | Жуау Португалски   |                    |                    | Изабела Браганса   | Изабела Браганса   | Изабела Браганса | Изабела Браганса | Изабела Браганса | Изабела Браганса |  |  |
| Фернандо I Арагонски | Фернандо I Арагонски | Фернандо I Арагонски | Фернандо I Арагонски | Фернандо I Арагонски | Фернандо I Арагонски |                   |                   | Елеонора Урака Кастилска | Елеонора Урака Кастилска | Елеонора Урака Кастилска | Елеонора Урака Кастилска | Елеонора Урака Кастилска | Елеонора Урака Кастилска |             |             | Фадрике Енрикес | Фадрике Енрикес | Фадрике Енрикес | Фадрике Енрикес | Фадрике Енрикес | Фадрике Енрикес |               |               | Марина Фернандес де Кордова и Айала | Марина Фернандес де Кордова и Айала | Марина Фернандес де Кордова и Айала | Марина Фернандес де Кордова и Айала | Марина Фернандес де Кордова и Айала | Марина Фернандес де Кордова и Айала |  |  | Енрике III Кастилски | Енрике III Кастилски | Енрике III Кастилски | Енрике III Кастилски | Енрике III Кастилски | Енрике III Кастилски |                   |                   | Катрин Ланкастър  | Катрин Ланкастър  | Катрин Ланкастър | Катрин Ланкастър | Катрин Ланкастър    | Катрин Ланкастър    |                     |                     | Жуау Португалски    | Жуау Португалски    | Жуау Португалски | Жуау Португалски | Жуау Португалски   | Жуау Португалски   |                    |                    | Изабела Браганса   | Изабела Браганса   | Изабела Браганса | Изабела Браганса | Изабела Браганса | Изабела Браганса |  |  |
|                      |                      |                      |                      |                      |                      |                   |                   |                          |                          |                          |                          |                          |                          |             |             |                 |                 |                 |                 |                 |                 |               |               |                                     |                                     |                                     |                                     |                                     |                                     |  |  |                      |                      |                      |                      |                      |                      |                   |                   |                   |                   |                  |                  |                     |                     |                     |                     |                     |                     |                  |                  |                    |                    |                    |                    |                    |                    |                  |                  |                  |                  |  |  |
|                      |                      |                      |                      | Хуан II Арагонски    | Хуан II Арагонски    | Хуан II Арагонски | Хуан II Арагонски | Хуан II Арагонски        | Хуан II Арагонски        |                          |                          |                          |                          |             |             |                 |                 |                 |                 | Хуана Енрикес   | Хуана Енрикес   | Хуана Енрикес | Хуана Енрикес | Хуана Енрикес                       | Хуана Енрикес                       |                                     |                                     |                                     |                                     |  |  |                      |                      |                      |                      | Хуан II Кастилски    | Хуан II Кастилски    | Хуан II Кастилски | Хуан II Кастилски | Хуан II Кастилски | Хуан II Кастилски |                  |                  |                     |                     |                     |                     |                     |                     |                  |                  | Изабел Португалска | Изабел Португалска | Изабел Португалска | Изабел Португалска | Изабел Португалска | Изабел Португалска |                  |                  |                  |                  |  |  |
|                      |                      |                      |                      | Хуан II Арагонски    | Хуан II Арагонски    | Хуан II Арагонски | Хуан II Арагонски | Хуан II Арагонски        | Хуан II Арагонски        |                          |                          |                          |                          |             |             |                 |                 |                 |                 | Хуана Енрикес   | Хуана Енрикес   | Хуана Енрикес | Хуана Енрикес | Хуана Енрикес                       | Хуана Енрикес                       |                                     |                                     |                                     |                                     |  |  |                      |                      |                      |                      | Хуан II Кастилски    | Хуан II Кастилски    | Хуан II Кастилски | Хуан II Кастилски | Хуан II Кастилски | Хуан II Кастилски |                  |                  |                     |                     |                     |                     |                     |                     |                  |                  | Изабел Португалска | Изабел Португалска | Изабел Португалска | Изабел Португалска | Изабел Португалска | Изабел Португалска |                  |                  |                  |                  |  |  |
|                      |                      |                      |                      |                      |                      |                   |                   |                          |                          |                          |                          |                          |                          |             |             |                 |                 |                 |                 |                 |                 |               |               |                                     |                                     |                                     |                                     |                                     |                                     |  |  |                      |                      |                      |                      |                      |                      |                   |                   |                   |                   |                  |                  |                     |                     |                     |                     |                     |                     |                  |                  |                    |                    |                    |                    |                    |                    |                  |                  |                  |                  |  |  |
|                      |                      |                      |                      |                      |                      |                   |                   |                          |                          |                          |                          | Фернандо II              | Фернандо II              | Фернандо II | Фернандо II | Фернандо II     | Фернандо II     |                 |                 |                 |                 |               |               |                                     |                                     |                                     |                                     |                                     |                                     |  |  |                      |                      |                      |                      |                      |                      |                   |                   |                   |                   |                  |                  | Изабела I Кастилска | Изабела I Кастилска | Изабела I Кастилска | Изабела I Кастилска | Изабела I Кастилска | Изабела I Кастилска |                  |                  |                    |                    |                    |                    |                    |                    |                  |                  |                  |                  |  |  |
|                      |                      |                      |                      |                      |                      |                   |                   |                          |                          |                          |                          | Фернандо II              | Фернандо II              | Фернандо II | Фернандо II | Фернандо II     | Фернандо II     |                 |                 |                 |                 |               |               |                                     |                                     |                                     |                                     |                                     |                                     |  |  |                      |                      |                      |                      |                      |                      |                   |                   |                   |                   |                  |                  | Изабела I Кастилска | Изабела I Кастилска | Изабела I Кастилска | Изабела I Кастилска | Изабела I Кастилска | Изабела I Кастилска |                  |                  |                    |                    |                    |                    |                    |                    |                  |                  |                  |                  |  |  |
|                      |                      |                      |                      |                      |                      |                   |                   |                          |                          |                          |                          |                          |                          |             |             |                 |                 |                 |                 |                 |                 |               |               |                                     |                                     |                                     |                                     |                                     |                                     |  |  |                      |                      |                      |                      |                      |                      |                   |                   |                   |                   |                  |                  |                     |                     |                     |                     |                     |                     |                  |                  |                    |                    |                    |                    |                    |                    |                  |                  |                  |                  |  |  |
|                      |                      |                      |                      |                      |                      |                   |                   |                          |                          |                          |                          |                          |                          |             |             |                 |                 |                 |                 |                 |                 |               |               |                                     |                                     |                                     |                                     | Изабел                              |                                     |  |  |                      |                      |                      |                      |                      |                      |                   |                   |                   |                   |                  |                  |                     |                     |                     |                     |                     |                     |                  |                  |                    |                    |                    |                    |                    |                    |                  |                  |                  |                  |  |  |